# چار سوناپور
چار سوناپور (به لاتین: Char Sonapur) یک روستا در بنگلادش است که در استان باریسال و در ناحیه باریسال واقع شده است.